# Lecidea dalecarlica
Lecidea dalecarlica är en lavart som beskrevs av Johan Teodor Hedlund. Lecidea dalecarlica ingår i släktet Lecidea, och familjen Lecideaceae. Arten är reproducerande i Sverige.